# Pojęcie
Zasugerowano, aby ten artykuł podzielić na różne artykuły – trzeba podzielić na artykuł psychologiczny i filozoficzno-logiczny. To jest zresztą raczej pojęcie logiki, nie filozofii. Zastanowić się, jak rozdzielić treść między tym hasłem a hasłem idea.
Pojęcie – abstrakcyjny, myślowy odpowiednik przedmiotu. Po zdefiniowaniu pojęcie staje się terminem.
W logice niesie znaczenie nazwy ogólnej. W psychologii jest umysłową reprezentacją obiektów i zjawisk. W językoznawstwie pojęcie można utożsamiać z elementem znaczonym znaku językowego.

## Filozofia
Immanuel Kant podzielił pojęcia na aprioryczne (wytwory intelektu) i aposterioryczne (powstałe poprzez abstrahowanie z doświadczenia).
Peter Unger stworzył termin pojęcia granicznego.

## Psychologia
Tworzenie pojęć jest podstawową funkcją postrzegania i myślenia. Pojęcia pozwalają systematyzować naszą wiedzę o świecie.
Dwa podstawowe typy pojęć: 
1. Pojęcia klasyczne (matrycowe, arystotelesowskie) – o ostrych granicach, oparte na ścisłej definicji zawierającej warunki konieczne i wystarczające, by dany obiekt mógł być uznany za reprezentanta danej kategorii;
2. Pojęcia naturalne (rozmyte) – zamiast na definicji i warunkach koniecznych i wystarczających, oparte na podobieństwie do przechowywanych w pamięci "typowych" egzemplarzach.
  - zapewniają ekonomiczne funkcjonowanie poznawcze,
  - pozwalają rozumieć i wyjaśniać rzeczywistość,
  - pozwalają na manipulacje na reprezentacjach przedmiotów a nie na samych przedmiotach,
  - umożliwiają komunikację.

## Kognitywistyka
Podstawowa struktura poznawcza reprezentująca uogólnioną klasę obiektów.